# Ummidia audouini
Ummidia audouini là một loài nhện trong họ Ctenizidae. U. audouini được miêu tả năm 1835 bởi Hippolyte Lucas.